# Medal „Za zwycięstwo nad Japonią”
Medal „Za zwycięstwo nad Japonią” (ros. Медаль «За победу над Японией») – radzieckie odznaczenie wojskowe.
Medal „Za zwycięstwo nad Japonią” został ustanowiony dekretem Prezydium Rady Najwyższej ZSRR z 30 września 1945 roku.

## Zasady nadawania
Zgodnie z regulaminem medal był nadawany:
- wszystkim żołnierzom i ochotnikom jednostek, związków taktycznych Armii Czerwonej, Floty Czerwonej i wojsk NKWD biorącym bezpośredni udział w działaniach bojowych przeciwko wojskom japońskim w okresie od 9 sierpnia do 23 sierpnia 1945 roku w składzie 1 i 2 Frontu Dalekowschodniego, Frontu Zabajkalskiego, Floty Oceanu Spokojnego oraz Amurskiej Flotylli Wojennej,
- żołnierzom organów NKO, NKWMF i NKWD biorącym udział w zabezpieczeniu działań bojowych wojsk radzieckich na Dalekim Wschodzie.

Łącznie Medal „Za zwycięstwo nad Japonią” otrzymało ponad 1 mln 800 tys. osób

## Opis odznaki
Odznakę Medalu za zwycięstwem nad Japonią stanowi wykonany z mosiądzu krążek o średnicy 32 mm. Na awersie umieszczono popiersie Józefa Stalina z prawego profilu w mundurze Marszałka Związku Radzieckiego oraz na obwodzie medalu w górnej części napis: ЗА ПОБЕДУ НАД ЯПОНИЕЙ (pol. „ZA ZWYCIĘSTWO NAD JAPONIĄ”). Na rewersie umieszczono pięcioramienną gwiazdę a pod nią napis 3 / СЕНТЯБРЯ / 1945 (3 września 1945 roku) – datę kapitulacji Japonii według czasu moskiewskiego (akt bezwarunkowej kapitulacji Japonii został podpisany 2 września 1945 o godz. 9:00 na pokładzie pancernika USS „Missouri” zakotwiczonego w Zatoce Tokijskiej).
Medal zawieszony jest na metalowej pięciokątnej blaszce obciągniętej wstążką koloru czerwonego z dwoma białymi paskami na każdym z boków oraz wąskimi żółtymi paskami na obrzeżach.